# Palanca, Giurgiu
Palanca este un sat în comuna Florești-Stoenești din județul Giurgiu, Muntenia, România.
Este traversat de râul Sabar.
 Acest articol despre o localitate din județul Giurgiu este deocamdată un ciot. Puteți ajuta Wikipedia prin completarea lui.